# Vilanova (Brión)
Vilanova es una aldea española situada en la parroquia de Ángeles, del municipio de Brión, en la provincia de La Coruña, Galicia. En 2020 contaba con una población de 41 habitantes.

## Demografía
| Gráfica de evolución demográfica de Vilanova entre 2000 y 2020 |
|                                                                |
| Datos según el nomenclátor publicado por el INE.               |